# A Day Without Me
A Day Without Me – piosenka rockowej grupy U2, pochodząca z wydanego w 1980 roku albumu, Boy. Tekst utworu opowiada o samobójstwie, nawiązując do byłego członka Joy Division, Iana Curtisa, który popełnił samobójstwo w maju 1980 roku. Piosenka została wydana jako singel, na którego B stronie znalazł się utwór instrumentalny „Things to Make And Do”. Był to drugi singel nagrany przez grupę po podpisaniu kontraktu z wytwórnią Island.
Steve Lillywhite, który pracował m.in. z Siouxsie and the Banshees i XTC, po raz pierwszy współpracował z U2 przy okazji tworzenia właśnie tej piosenki.

## Lista utworów
1. „A Day Without Me” – 3:12
2. „Things to Make And Do” – 2:14